# Jack McGrath (rugby à XV)
Pour les articles homonymes, voir Jack McGrath et McGrath.
Pas d'image ? Cliquez ici

a Compétitions nationales et continentales officielles uniquement.

b Matchs officiels uniquement.
Dernière mise à jour le 16 février 2023.
Jack McGrath, né le 11 octobre 1989 à Dublin, est un joueur international irlandais de rugby à XV qui évolue au poste de pilier gauche. Il évolue avec la province du Leinster, puis celle de l'Ulster durant sa carrière.

## Biographie
Il est sélectionné pour le Tournoi des Six Nations 2018. Il joue les cinq matchs du tournoi dont un en tant que titulaire. L'Irlande remporte tous ses matchs et réalise ainsi le Grand Chelem.
Jack McGrath est laissé libre après la fin de son contrat avec l'Ulster Rugby à la fin de la saison 2021-2022. En février 2023, il annonce finalement sa retraite de joueur professionnel après de nombreuses blessures.

## Statistiques en équipe nationale
Au 16 février 2023, Jack McGrath compte 56 sélections avec l'Irlande, dont 34 en tant que titulaire, depuis sa première sélection le 9 novembre 2013 à Dublin face à l'équipe des Samoa.  Il inscrit dix points, deux essais.
Il participe à six éditions du Tournoi des Six Nations, en 2014, 2015, 2016, 2017, 2018 et 2019. Il dispute 26 rencontres, dont quatorze en tant que titulaire, et inscrit deux essais. 
Il participe à une édition de la Coupe du monde, en 2015 où il joue cinq rencontres, face au Canada à la Roumanie, l'Italie, la France et l'Argentine.

## Palmarès
- En province
  - Vainqueur du Pro12/Pro14 en 2013, 2014, 2018 et 2019 avec Leinster Rugby.
  - Finaliste de la Celtic League/Pro12/Pro14 en 2010, 2011, 2012, 2016 avec Leinster Rugby et en 2020 avec Ulster Rugby.
  - Vainqueur du Challenge européen en 2013 avec Leinster Rugby.
  - Vainqueur de la Coupe d'Europe en 2018 avec Leinster Rugby.
  - Finaliste de la Coupe d'Europe en 2019 avec Leinster Rugby.
- Équipe d'Irlande
  - Vainqueur du Tournoi des Six Nations en 2014, 2015 et 2018 (Grand Chelem).